# Laurence Roustandjee
Laurence Roustandjee, née le 22 septembre 1974 et originaire de La Réunion, est une journaliste, animatrice télé et radio, présentatrice météo, chanteuse et comédienne française.

## Biographie

### Animatrice télé, présentatrice météo
Pendant 5 ans, Laurence Roustandjee, réunionnaise, présente la météo du week-end sur RFO Réunion. En complément, elle présente un magazine santé sur la même chaîne La santé d'abord.
Elle anime également à deux reprises, le "Dipavali", émission sur la fête de la lumière, une célébration indienne.
Elle est aussi chroniqueuse pour le Téléthon Réunion durant trois ans.  
En septembre 2008 , à la suite du départ de Candice Nechitch pour NT1 et de Pauline Lefèvre, pour Canal+, la chaîne M6 lui demande de présenter la météo  avec Caroline Morales  et Alex Goude. Puis Laurence Roustandjee est repérée par Téva qui lui propose de présenter A vos papilles, un 26 minutes pour les adeptes d'une cuisine saine et gourmande, : première diffusion en octobre 2009 sur Téva. Elle est aussi chroniqueuse (bons plans week-end) depuis septembre 2010 dans 100% Mag sur M6.
À partir du 9 août 2015, elle remplace Claire Nevers, alors en congé maternité, à la co-présentation d'Absolument Stars sur M6, aux côtés de David Lantin.
Elle présente son dernier bulletin météo sur M6 le 29 juillet 2018.
En novembre 2018, RMC Story la choisit pour incarner le magazine d'investigation Révélations, diffusé le lundi à 20h55.
Depuis septembre 2016, Laurence anime le magazine culturel L'Agenda. Ce 26 minutes met en avant les événements et manifestations artistiques, culturelles et sportives dans les Hauts de France.
En septembre 2021, elle anime avec Brice-Laurent Dubois le magazine quotidien Outremer.lemag sur France 3

### Animatrice radio2
Côté radio, elle a prêté sa voix au personnage de Mademoiselle Laurence, commissaire principale sur "Bato la Réunion" sitcom radiophonique écrite et jouée par Thierry Jardinot diffusée sur Radio Réunion, de 2004 à 2006. Depuis janvier 2015, elle anime le breakfast club sur radio FG. Entre 2016 et 2017, sur cette même radio, elle présentait "La Matinale Radio FG" chaque matin entre 5h et 9h. 

### Chanteuse
En parallèle à sa carrière d'animatrice, Laurence Roustandjee a enregistré en 2012, un single, le soleil etc, extrait d’un premier album intitulé Au fil de Lô.

### Comédienne
Laurence Roustandjee a fait partie de la troupe de Thierry Jardinot pour les 20 ans de carrière de l'humoriste réunionnais. La tournée de plusieurs mois s'est terminée au Casino de Paris en décembre 2005.
Elle a aussi joué dans quelques téléfilms comme "Joséphine, ange gardien", "Le Roman de Georgette", "Les Monos" et "Les Mariées de l'isle Bourbon".
Elle est choisie pour interpréter le rôle féminin dans le court métrage de Didier Cheneau "Au Jardin", présenté au festival du film de La Réunion en 2008.
Elle fait partie de la bande de copines de Nina dans la web série "Voilà voilà" réalisée par Zoé Tellier en 2017.
Elle apparaît dans un épisode "Hitchcock by Mocky", une série réalisée par Jean-Pierre Mocky en 2018.
Laurence partie de l'aventure "Hotel du temps" , un docu fiction créé par Thierry Ardisson et co produit par 3ème Oeil prod pour France 3
En 2023, elle est Virginie dans la saison 2 d'Ultra Loin, diffusée sur la plateforme de France Télévisions .